# همینطوری که هستی
همینطوری که هستی (انگلیسی: Just the Way You Are) یک فیلم کمدی-درام آمریکایی محصول سال ۱۹۸۴ با بازی کریستی مک‌نیکول و مایکل اونتاکین و به کارگردانی ادوارد مولینارو است.